# Comuna Jovtneve, Borodeanka
Jovtneve (în ucraineană Жовтневе) este o comună în raionul Borodeanka, regiunea Kiev, Ucraina, formată din satele Jovtneve (reședința) și Ozerșciîna.

## Demografie
Componența lingvistică a comunei Jovtneve
     Ucraineană (98,36%)
     Rusă (1,23%)
     Alte limbi (0,2%)
Conform recensământului din 2001, majoritatea populației comunei Jovtneve era vorbitoare de ucraineană (98,36%), existând în minoritate și vorbitori de rusă (1,23%).